# Curriea transiens
Curriea transiens är en stekelart som beskrevs av Szepligeti 1914. Curriea transiens ingår i släktet Curriea och familjen bracksteklar. Inga underarter finns listade i Catalogue of Life.